# Quicksand (canción de David Bowie)
"Quicksand" es una canción escrita por el músico británico David Bowie, publicado en su álbum de 1971, Hunky Dory.

## Antecedentes
"Quicksand" fue grabada el 14 de julio de 1971 en los estudios Trident en Londres. Está balada presenta un arreglo de cuerdas por Mick Ronson. El productor Ken Scott, el cual recientemente había diseñado el álbum de George Harrison, All Things Must Pass, intentó crear un sonido acústico similar con esta canción.
Líricamente, la canción fue influenciada por el budismo, ocultismo y el concepto sobre el superhombre de Friedrich Nietzsche. Se refiere a la sociedad mágica de la Aurora Dorada y nombra a uno de sus miembros más conocidos, Aleister Crowley, así como también a Heinrich Himmler, Joan Pujol y Winston Churchill.

## Recepción de la crítica
Los editores de NME, Roy Carr y Charles Shaar Murray la describieron como "Bowie en uno de sus oscuros y más metafísicos estados de ánimo", mientras que la revista Rolling Stone remarcó su "canto magnífico" y el "hermoso adorno de guitarra de Mick Ronson".

## Interpretaciones en vivo

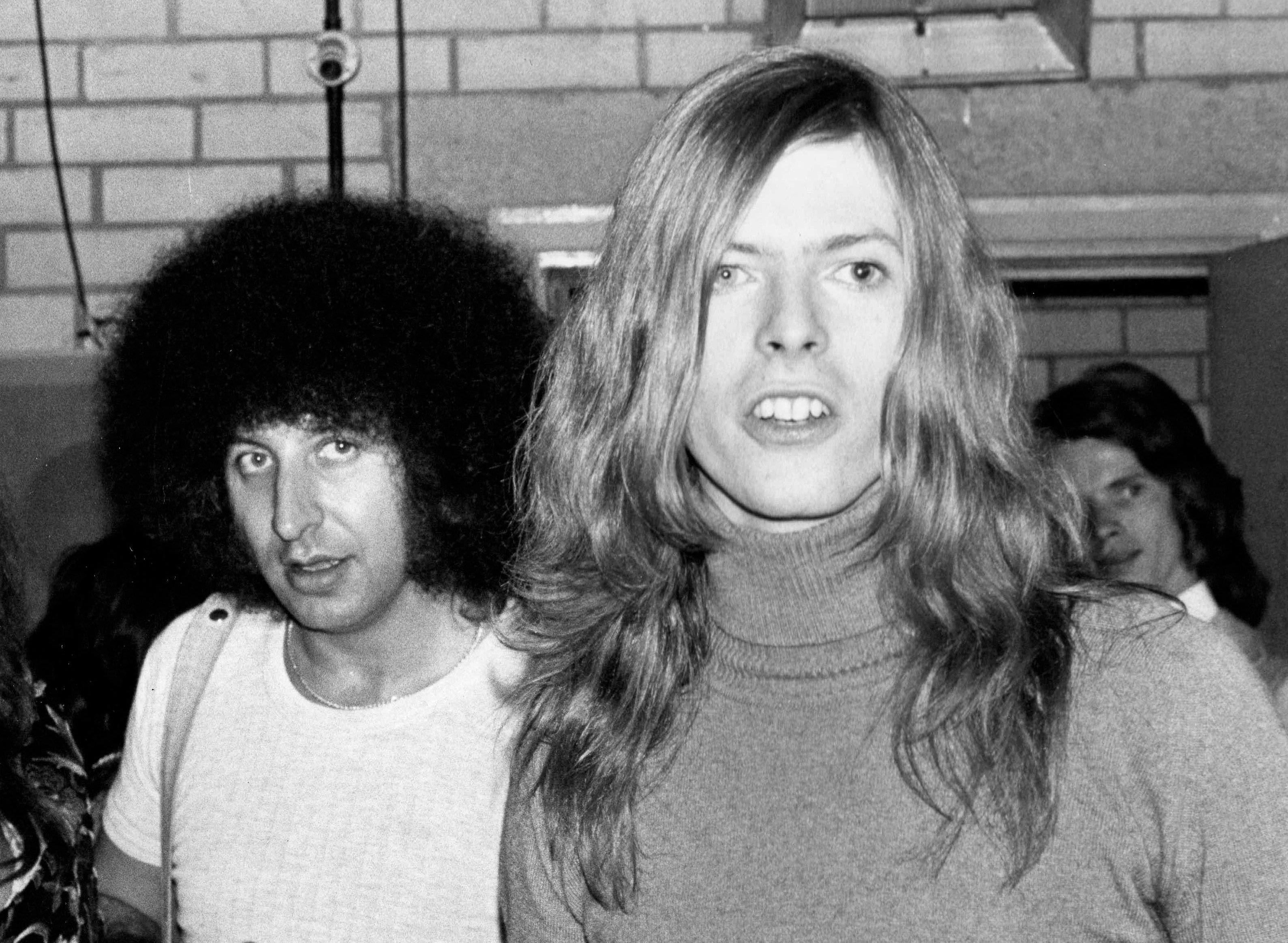
Bowie y Tony Defries en 1971.

Bowie interpretó la canción durante la gira de Earthling en 1997. También fue interpretada frecuentemente durante sus conciertos de la gira Reality en 2003-04.
Bowie interpretó la canción durante su cumpleaños #50 en 1997 junto con Robert Smith y the Cure.

## Versiones en vivo
- Una versión grabada en el Long Marston, Inglaterra el 20 de julio de 1977, durante el festival de Phoenix, fue publicada en Look at the Moon! (Live Phoenix Festival 97).[14]

## Otros lanzamientos
- La canción fue publicado como lado B del lanzamiento de sencillo de "Rock 'n' Roll Suicide" el 12 de abril de 1974.[15]
- La canción aparece en el álbum de 2020, ChangesNowBowie.[16]

## Créditos
Créditos adaptados desde las notas del álbum.
- David Bowie – voz principal, guitarra acústica
- Mick Ronson – guitarra acústica, arreglo de cuerdas
- Trevor Bolder – bajo eléctrico
- Mick Woodmansey – batería
- Rick Wakeman – piano